# Medaura jobrensis
Medaura jobrensis ist eine Gespenstschrecke der Gattung Medaura in der Tribus Medaurini in der Unterfamilie Clitumninae der Familie Phasmatidae. Sie ist ein Endemit des Distrikts Chittagong in Bangladesch.

## Beschreibung

### Männlich
Der langgestreckte Körper männlicher Individuen von Medaura jobrensis ist mittel- bis dunkelbraun mit helleren Beinen und hat eine Länge von 62 bis 73 Millimeter. Der Kopf ist deutlich länger als breit und trägt keine Dornen oder sonstigen Fortsätze, mit Ausnahme allenfalls zweier sehr kurzer und kaum wahrzunehmender Dornen zwischen den Augen. Die Länge der Antennen ist variabel, sie sind aber stets kürzer als die vorderen Femora. Die beiden basalen von insgesamt 23 Antennengliedern sind verlängert und deutlich verbreitert. Der Thorax ist langgestreckt und hat eine spärlich granulierte Oberfläche. Das Pronotum ist etwas kürzer als der Kopf, das Mesonotum ist etwa fünfmal so lang wie das Pronotum und doppelt so lang wie das Metanotum, das mediane Segment hat etwa ein Viertel der Länge des Metanotums. Die Beine sind langgestreckt und leicht behaart, die Femora und oft auch die Tibien sind leicht gezähnt. Auf den mittleren Femora befindet sich jeweils ein einziger dorniger Fortsatz. Auch das Abdomen ist langgestreckt, mit glatter oder leicht gekörnter Oberfläche. Die Segmente 8 und 9 sind verbreitert, das Analsegment ist in der Mitte deutlich eingeschnitten und am Ende hin leicht abgerundet. Von der zweiten Art der Gattung, Medaura scabriuscula, unterscheidet sich Medaura jobrensis durch den kräftigeren Körperbau, den nur spärlich granulierten Thorax, den einzelnen Dorn (gegenüber drei oder vier) auf den mittleren Femora und das abgerundete und nicht wie abgeschnitten wirkende Ende des Analsegments.

### Weiblich
Die Körper der Weibchen sind braun in unterschiedlichen Schattierungen, die Beine oft gesprenkelt, mit unterbrochenen schwarzen Ringen an den Basen der mittleren und hinteren Femora. Die Körperlänge liegt zwischen 75 und 106 Millimeter. Der Kopf der Weibchen von Medaura jobrensis ist gedrungen und nur wenig länger als breit, er trägt ein Paar von auffälligen nach vorne gerichteten Dornen zwischen den Augen. Die Antennen sind kurz, weniger als halb so lang wie die vorderen Femora. Die beiden basalen der 21 bis 22 Antennenglieder sind verlängert und deutlich verbreitert. Der Körperbau ist kräftig, der Thorax hat eine glatte, gekörnte oder mit wenigen Tuberkeln besetzte Oberfläche. Das Pronotum ist etwas kürzer als der Kopf und hat in der Mitte eine kreuzförmige Vertiefung. Das Mesonotum ist etwa viermal so lang wie das Pronotum und doppelt so lang wie das Metanotum und das mediane Segment hat etwas mehr als ein Viertel der Länge des Metanotums. Die Beine sind leicht behaart und überwiegend nur leicht gezähnt. Die mittleren Femora haben meist eine Reihe dorniger Fortsätze auf der dorsalen Oberfläche, die aber gelegentlich fehlen. Auf den mittleren Tibien sind ein oder zwei dornige Fortsätze. Das Abdomen ist kräftig, mit glatter oder leicht granulierter Oberfläche. Das Analsegment ist in der Form variabel, aber in der Mitte eingeschnitten. Das Operculum ist langgestreckt und reicht fast bis zum Ende des Analsegments. Im Vergleich zu Medaura scabriuscula hat Medaura jobrensis einen kräftigeren Körperbau, das hintere Ende des Analsegments ist weniger stark eingeschnitten.

### Eier
Die Eier sind braun in verschiedenen Schattierungen, mit dunkleren Flecken die teilweise ineinander übergehen. Sie sind oval und etwa 2,4 bis 2,8 Millimeter lang, 1,8 bis 2,1 Millimeter breit und 2,1 bis 2,3 Millimeter hoch. Ihre Oberfläche ist punktiert mit zahlreichen dunkelbraunen Vertiefungen. Die mikropylare Platte ist mittig auf dem Ei und tropfen- bis annähernd herzförmig, von mittelbrauner Farbe mit einem dunkleren Rand. Die Eier von Medaura scabriuscula sind größer, mit einer Länge von drei Millimeter. Auch deren mikropylare Platte ist punktiert und sie ist ausgeprägt herzförmig.

## Lebensweise
Als reine Pflanzenfresser bevorzugt Medaura jobrensis nach Beobachtungen in der Natur die Futterpflanzen Microcos paniculata (Malvaceae), Streblus asper (Moraceae) und Litsea monopetala (Lauraceae). Wie viele andere Gespenstschrecken sind auch Medaura jobrensis beliebte Terrarientiere. Dabei werden sie meist mit Rubus fruticosus (Rosaceae) versorgt, nehmen aber auch bereitwillig Psidium guajava (Myrtaceae), Mangifera sp. (Anacardiaceae), Artocarpus heterophyllus (Moraceae), Ficus religiosa (Moraceae) und eine Vielzahl nahe verwandter Arten.

## Verbreitung
Der Typenfundort von Medaura jobrensis ist ein Campus der University of Chittagong (22° 28′ 19,2″ N, 91° 47′ 24,4″ O) in Jobra, einem kleinen Ort etwa 20 Kilometer nördlich von Chittagong im Distrikt Chittagong. Weitere Fundorte sind nicht bekannt.

## Systematik und Taxonomie
Medaura jobrensis ist eine von nur zwei Arten der Gattung Medaura. Sie gehört zur Tribus Medaurini in der Unterfamilie Clitumninae der Familie Phasmatidae, einer Familie der Gespenstschrecken (Phasmatodea). Seit der Erstbeschreibung der Gattung durch den schwedischen Entomologen Carl Stål im Jahr 1875 wurden die Körperanhänge der Tiere als diagnostische Merkmale herangezogen. Sie sind jedoch innerhalb einer Art derart variabel, dass einige der beschriebenen Arten, einschließlich der Typusart Medaura brunneri, mittlerweile zu Synonymen von Medaura scabriuscula reduziert wurden.
Die Erstbeschreibung von Medaura jobrensis erfolgte 2001 durch die Entomologen Paul D. Brock vom Natural History Museum in London und den französischen Amateur Nicolas Cliquennois. Der Holotyp ist ein im Februar oder März 1997 von Cliquennois gesammeltes männliches Exemplar, das sich mit einem weiblichen Paratypen im Naturhistorischen Museum Wien befindet. Jeweils ein männlicher und weiblicher Paratyp befinden sich im Natural History Museum in London, und ein männlicher und vier weibliche Typen in der Sammlung Brocks. Der Artname bezieht sich auf den Typfundort Jobra bei Chittagong in Bangladesch.